# Nalyčevské termální prameny
Nalyčevské termální prameny (rusky Налычевские горячие источники) jsou minerální prameny na poloostrově Kamčatka na ruském Dálném východě. Z územně-administrativního hlediska se prameny nacházejí v Jelizovském okrese Kamčatského kraje Dálněvýchodního federálního okruhu Ruské federace. Nalyčevské termální prameny byly zapsány na seznam přírodních památek Kamčatského kraje (do roku 2007 Kamčatská oblast) 28. prosince 1983. Prameny leží v přírodním parku Nalyčevo, který je součástí přírodního parku Sopky Kamčatky, od roku 1996 zapsaného na seznamu světového dědictví UNESCO.

## Geografická poloha
Přírodní památka se nachází 60 km severně od Petropavlovska-Kamčatského a 50 km severovýchodně od správního střediska okresu Jelizova. Prameny vyvěrají v nadmořské výšce zhruba 400 metrů na východním úpatí horského hřebene Ivulk, asi 22 km směrem na severoseverovýchod od vrcholu Korjacké sopky. Lokalita se nachází v povodí řeky Nalyčevy, na levém břehu řeky Gorjačaja v Nalyčevském údolí, obklopeném půlkruhem činných i vyhaslých sopek. Ve směru od západu k východu jsou to např. sopky Kechkuj, Kupol, Věršinskaja, Dzenzur a Županovská, směrem na jih pak v řadě za sebou Kruglaja, Aag a Arik, Korjacká, Verbljud, Avačinská, Monachlu a Kozelská.

## Předmět ochrany
Nalyčevské prameny jsou evidovány jako hydrologická přírodní památka. Předmětem ochrany jsou jak estetická hodnota přírody v údolí řeky Gorjačaja, tak i hydrologický režim těchto termálních pramenů, které mají léčivé vlastnosti. Ochrana se vztahuje na území o celkové rozloze 7,5 ha, protažené v délce zhruba 1 km mezi třemi hlavními vývěry termálních vod – od pramenu Sifon Ivanova (Сифон Иванова) až po Vtoruju Lužu (Вторая лужа), která je od meandrujícího toku řeky vzdálena jen asi 60 metrů. Ochranné pásmo nebylo stanoveno. Na chráněném území je povolena vědecká a studijní činnost a rekreační procházky, nenarušující hydrologicky cenné území.
Složení minerálních vod je specifické a je označováno jako zvláštní "nalyčevský typ". Teplota pramenů se pohybuje od 21 °C do 51 °C, voda je mírně mineralizovaná s obsahem boru, křemíku, arsenu, chloru, vápníku a sodíku.

## Historie
Prameny poprvé prozkoumal a popsal až v roce 1928 kamčatský vědec a pedagog Prokopij Trifonovič Novograblenov. V roce 1937 zveřejnil kamčatský badatel Boris Ivanovič Pijp publikaci "Termální prameny Kamčatky" ("Термальные ключи Камчатки"), v níž podrobně popisuje všechny tři skupiny vývěrů termálních vod, nacházejících se na levém břehu říčky Gorjačaja na úpatí svahu, ohraničujícího Medvědí tundru. Ve své práci uvádí, že horní pramen je nejteplejší se 43 °C, avšak je nejméně vydatný. Celkovou vydatnost všech pramenů spočítal B. I. Pijp na přibližně 40 litrů za sekundu.
Nalyčevské prameny byly ovšem známy již odedávna původním obyvatelům Kamčatky. V itelmenské mytologii se hovoří o zdejších zázračných pramenech, schopných uzdravovat a napomáhat k dlouhověkosti.